# Prieuré de La Réole
Le prieuré Saint-Pierre de La Réole est un ancien prieuré bénédictin de Gironde, sur les bords de la Garonne. Il est inscrit aux monuments historiques le 10 novembre 1925, l'escalier d'honneur, la grille en fer forgé et la porte en menuiserie et son imposte en fer forgé sont classés.

## Historique
Charlemagne aurait fondé un couvent bénédictin sous le nom de « Squirs » en 777 dans le bourg d'Aliard. Il est détruit par les Normands en 848.

### Restauration du monastère et charte de 977
Le monastère n'est reconstruit qu'à la fin du Xe siècle par Gombaud, évêque de Bazas, frère de Guillaume Sanche, duc de Vasconie. En 977, l'évêque Gombaud et son frère ont signé une charte de restauration du monastère. Ils ont imposé au couvent une règle sévère, la règle de saint Benoît. Le couvent de « Squirs » a pris le nom latin de « Regula », probablement pour marquer leur volonté de restaurer l'obéissance à la règle de saint Benoît. La charte donnée en 977 par l'évêque de Bazas rappelle les liens anciens entre le nouveau monastère de Regula et l'abbaye de Fleury : Nous donnons à perpétuité notre monastère et toutes ses appartenances, savoir : les églises, domaines, manses, vignes, bois, prés, pâturages, moulins, eaux, courants d'eaux, justices.... L'abbé Richard de Fleury se rend en Gascogne en 977 à la demande de l'évêque de Bazas pour prendre possession du monastère. La charte de restauration mentionne les biens qui sont donnés à titre de dépendance du monastère. En se rendant en Gascogne, l'abbé Richard a rédigé les Coutumes et droits de l'église de la Réole. Ces coutumes ont été signées par l'évêque Gombaud et le duc Guillaume Sanche peu après la mort de l'abbé Richard. Le chef de la communauté portait le titre de prieur.
La commune de La Réole tient son nom du latin « Regula ». En gascon, Regula est dévenu Reoulo, puis transformé en français en Réole.
Rapidement, après la mort de l'abbé Richard, en 978, du duc Guillaume Sanche, en 985, et de l'évêque Gombaud, en 992, le monastère va connaître le désordre et l'indiscipline. Le successeur de Richard, l'abbé Amalbert, se rend au prieuré de La Réole pour arrêter le relâchement mais il meurt en 985. Son successeur, Oybold, meurt en 988. Il est remplacé  par Abbon de Fleury qui n'est venu pour une première inspection en 1004. Abbon y est assassiné au cours d'une seconde visite par un moine gascon du prieuré de la Réole le 13 novembre 1004.

### Déplacement et reconstruction de l'église pour permettre la construction duchâteau des Quat'Sos
D'après Dom Maupel, le roi Henri II (roi d'Angleterre) a entrepris la construction d'un château dans le jardin du prieuré, vers 1186, pour protéger d'une intervention de Philippe II Auguste à l'entrée du Bordelais par la Garonne. Mais le danger d'une intervention du roi de France est plus probable vers 1194 quand Richard Cœur de Lion décide de donner en mariage sa sœur Jeanne au comte Raymond VI de Toulouse en lui apportant en dot le comté d'Agenais et faisant de La Réole une place frontalière. La Réole a dû résister à plusieurs sièges : en 1224, 1253, 1295, 1324, 1345, 1374, 1378, trois fois entre 1417 et 1420, , en 1442, en 1562 quand la ville est prise par les Protestants et 1577, reprise par les catholiques en 1579, pendant la Fronde, en 1649 et 1652.
Pour permettre la construction du château, l'église Saint-Pierre a été reconstruite et déplacée entre la fin du XIIe siècle et le début du XIIIe siècle pour remplacer l'église du dernier quart du Xe siècle.Dans la nef unique, l'alternance de piles fortes et faibles laissent supposer que des voûtes sexpartites étaient prévues pour la couvrir au XIIIe siècle mais ces voûtes n'ont pas été construites. Sur ordre du 22 septembre 1254, le roi  Henri III, l'église a été raccourcie de deux travées après le siège de 1253 quand les habitants de La Réole ont pris le château en se servant de l'église pour protester contre les exactions du sénéchal de Gascogne. En 1255, il demande de payer 900 marcs d'argent au monastère pour les dédommager. Une grande partie de cette somme n'était toujours pas payée en 1289. Un legs de 1283 laisse à penser que les moines envisagés des travaux ans l'église.
Au XIVe siècle, le prieuré a été détenu par deux cardinaux proches de Clément V, Arnaud de Canteloup (1306-1316), et le neveu du pape, Raymond de Goth (1316-1333). Le pape a accordé des indulgences pour l'achèvement de la construction de l'église en 1311. Les croisillons formant un transept avec leurs chapelles datent du XIVe siècle pour le croisillon sud et du XIVe et début du XVe siècle pour le croisillon nord. Le croisillon nord comprend la base du clocher et le portail d'accès à l'église. Les ouvertures entre les bras du transept et la nef étaient faites par d'une arcade unique surmontée d'une tribune.

### Reconstruction du prieuré après les destructions des protestants en 1577
En 1577, les troupes protestantes commandées par le capitaine Jean Favas ont pris la ville. Le prieuré est incendié. La charpente de la nef de l'église est brûlée. La vie communautaire a pu reprendre en 1597 dans l'hôpital de ma Madeleine. En 1608, on entreprend de restaurer l'église. Dom Maupel a écrit qu'un arrêt du parlement de Bordeaux est donné pour restaurer le sanctuaire. La charpente est réparée en 1611. En 1627, les moines de La Réole ont adopté la réforme mauriste et entreprennent la reconstruction du monastère. La construction du prieuré est terminée en 1629.
En 1681, les moines veulent lambrissées la nef, mais sa faible hauteur ne le permet pas. En 1682, ils se décident à faire construire une voûte. Les travaux sont confiés à l'architecte Urbain Théry qui a présenté un plan de reconstruction du prieuré. Un contrat est passé en 1685 avec l'entrepreneur bordelais Lespérance. Après transformation des piles et des fenêtres, rehaussement des murs de la nef pour les mettre au même niveau que le chœur, la nef a été couverte de voûtes sexpartites. Le mur de fermeture de l'église a été construit au XVIIe siècle. En 1691, les religieux ont commandé à Jean Tournié, sculpteur de Gourdon, soixante-deux stalles. La tribune d'orgue est construite au XVIIIe siècle à l'extrémité de la nef.
Mais les bâtiments terminés en 1629 ont été construits trop vite et dès 1703 un constat est fait qu'ils menacent ruine. Dom Claude Boitard, supérieur général de la Congrégation de Saint-Maur, donne son accord à la reconstruction du prieuré. La première pierre est posée le 1er avril 1704. La construction est confiée à l'architecte Maurilhe Gassy, surnommé Langevin. Il a imaginé de construire un long corps de bâtiment surplombant la Garonne. Une première partie, à l'est, est terminée en 1708. L'ensemble du corps de logis surplombant la Garonne avec les deux pavillons d'extrémité sont terminés en 1725. Mais des vices de construction apparaissent nécessitant la construction de neuf contreforts contre la façade sud en 1726. En 1728, un escalier est construit pour permettre aux moines d'accéder à la terrasse. Cet escalier est refait en 1736. Ce corps de logis terminé, Dom Maupel a entrepris de construire d'autres bâtiments en jonction avec l'église pour établir des cours intérieures. s travaux sont confiés à l'architecte Jean Alary (vers 1702-1767). Le nouveau corps de logis est terminé en 1733. La construction de nouveaux bâtiments sont entrepris terminés en 1764. Les moines ont alors entrepris le renouvellement du mobilier liturgique

### Après le Révolution
Le prieuré devient propriété de l'État à la Révolution, en 1790. Les moines quittent le prieuré en 1791. L'église est désaffectée pendant la Révolution. Il est envisagé d'en faire une halle en 1812-1817. En 1821, l'église devient une annexe de l'église Saint-Michel.
L'église Saint-Pierre est devenue paroissiale en 1839-1840 quand la municipalité a décidé de construire une prison sur le site de l'église Saint-Michel. Une ordonnance royale du 10 avril 1847 désaffecte l'église Saint-Michel qui est détruite peu après. La balustrade courant à mi-hauteur de l'abside est détruite en 1839-1840. Durassié construit le clocher en 1844-1845, sur la base ancienne du croisillon nord.
En 1872, les arcades uniques du transept ont été dédoublées et les tribunes supprimées. Des vitraux sont posés dans les fenêtres de l'abside. La balustrade détruite en 1839-1840 est rétablie.
Aujourd'hui, le prieuré abrite la mairie de La Réole. Le tribunal d'instance qui se trouvait dans les bâtiments du Prieuré, à côté de la mairie, a été supprimé à compter du 1er janvier 2010 dans le cadre de la Réforme de la carte judiciaire.
Le bâtiment a fait l'objet d'une inscription en tant que monument historique en 1925. Les éléments protégés, escalier, voûte, porte, clôture, rampe d'appui et grille, l'ont été en 1954 et 1965.
Tous les éléments en fer forgé sont l'œuvre de Blaise Charlut (1717 - 1792), ferronnier d'art réolais.

## Galerie

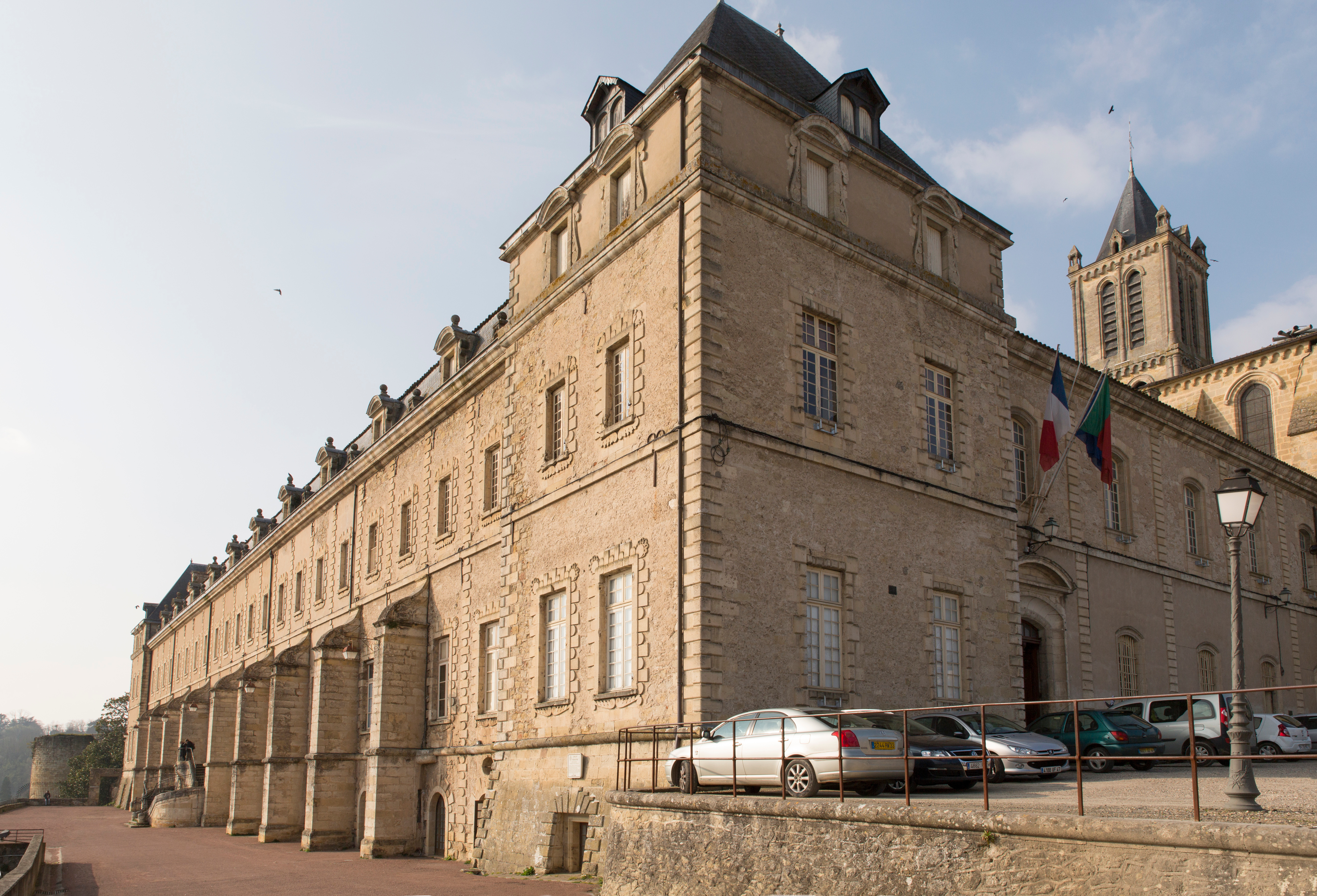
Le prieuré sur l'esplanade Charles de Gaulle
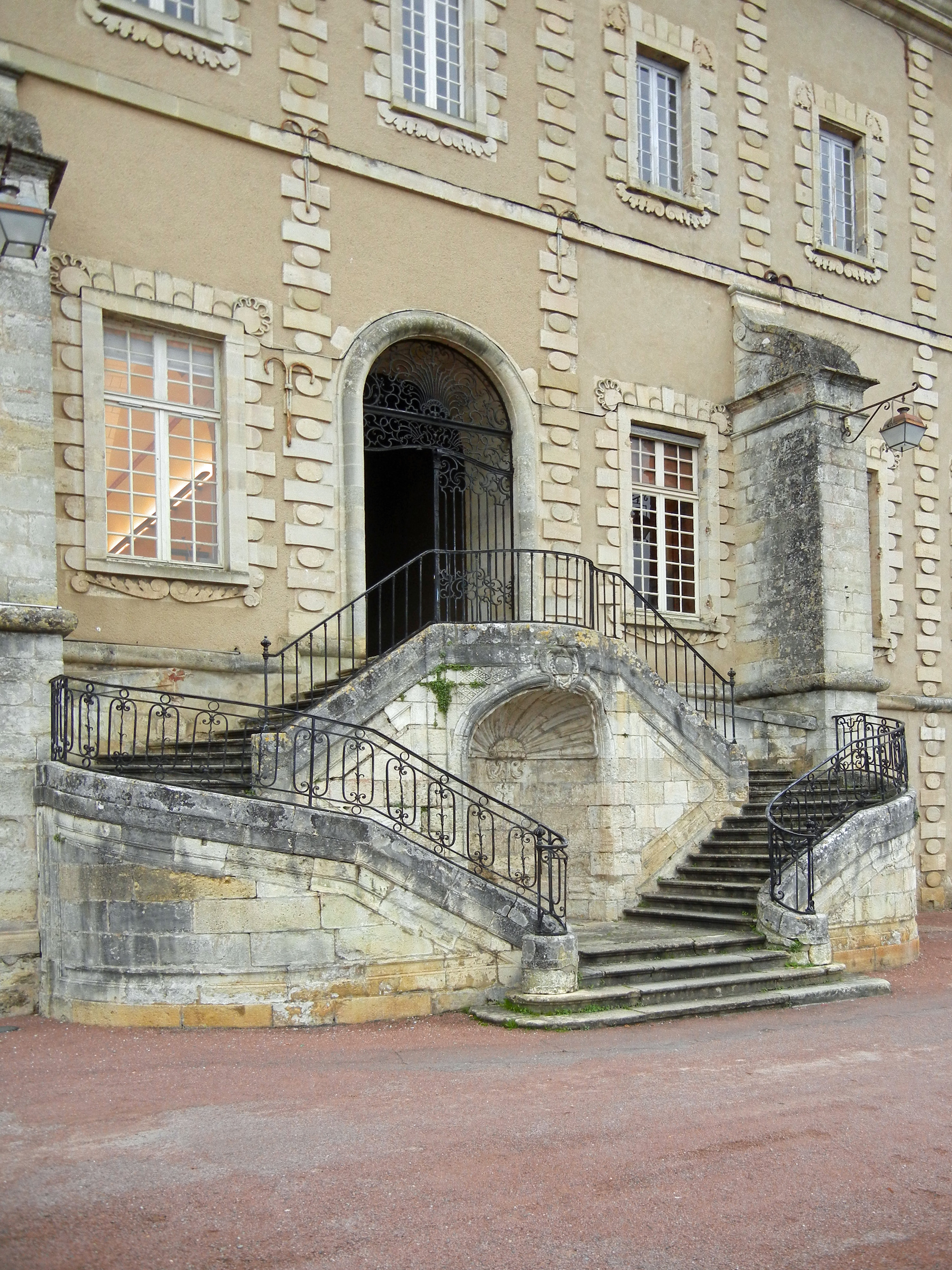
La Réole, escalier extérieur de la mairie. Blaise Charlut (1715 - 1792)
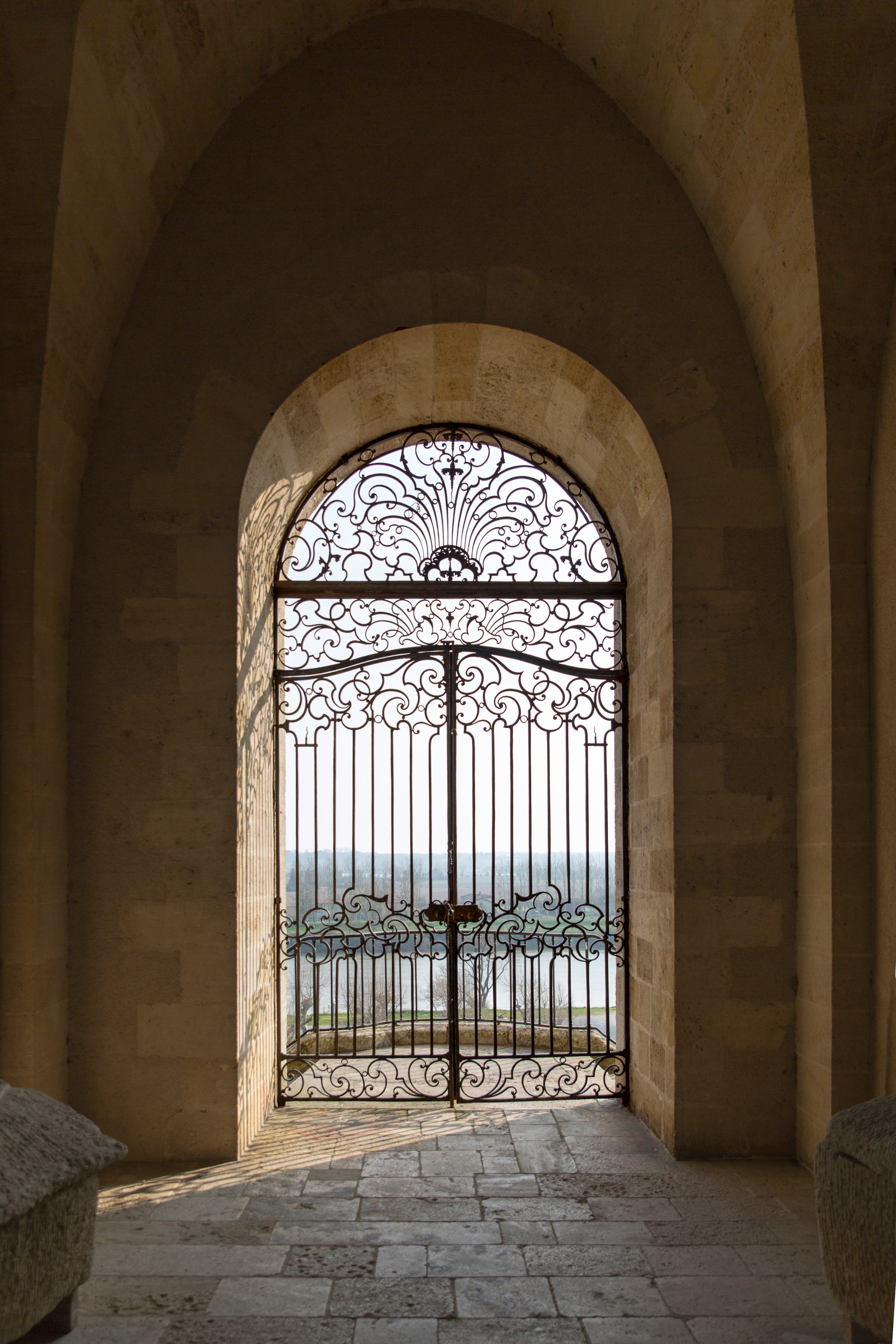
La Réole, grille du prieuré. Blaise Charlut (1715 - 1792)
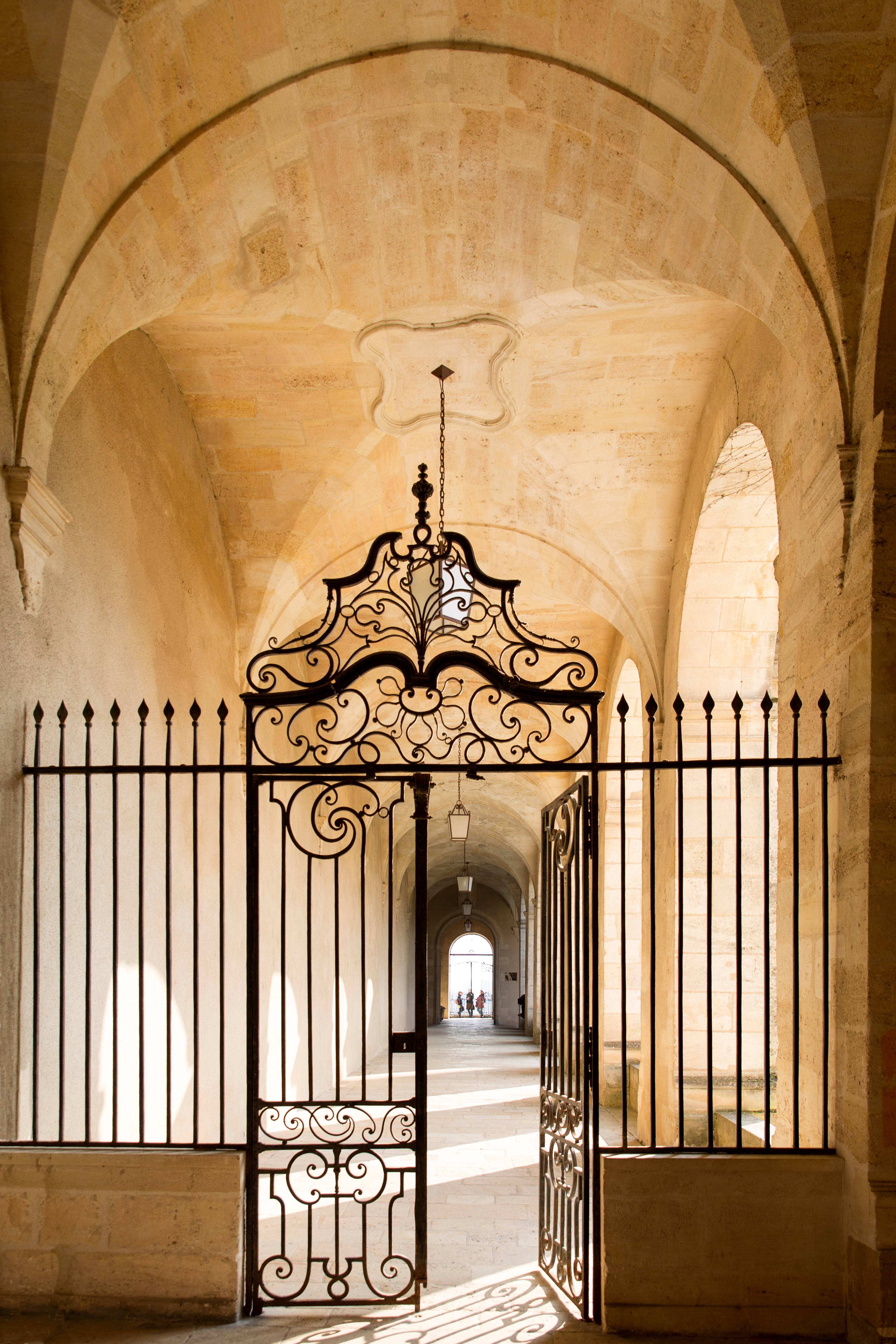
Grille en fer forgé
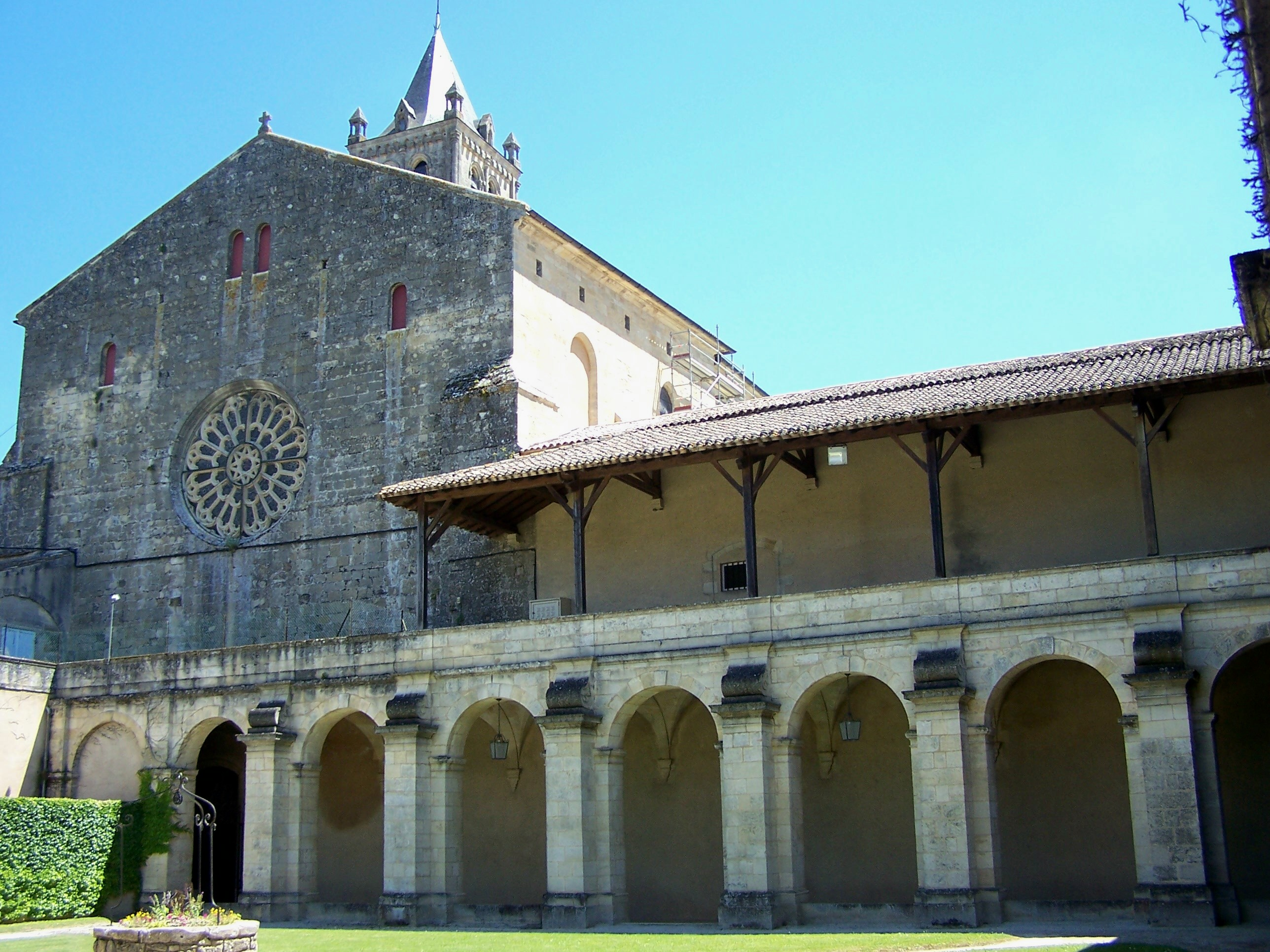
La cour intérieure côté est - derrière l'église Saint-Pierre
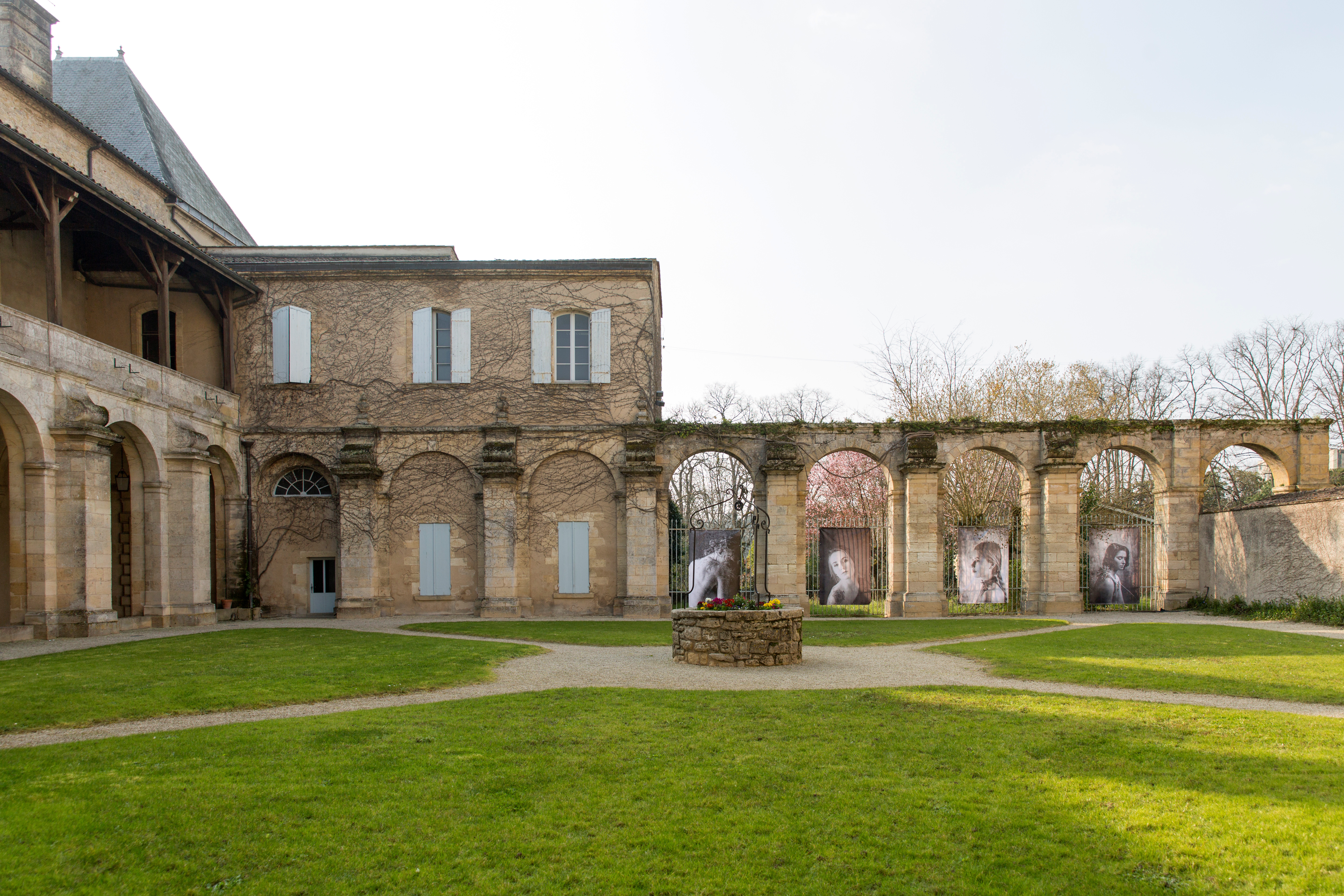
La cour intérieure côté ouest

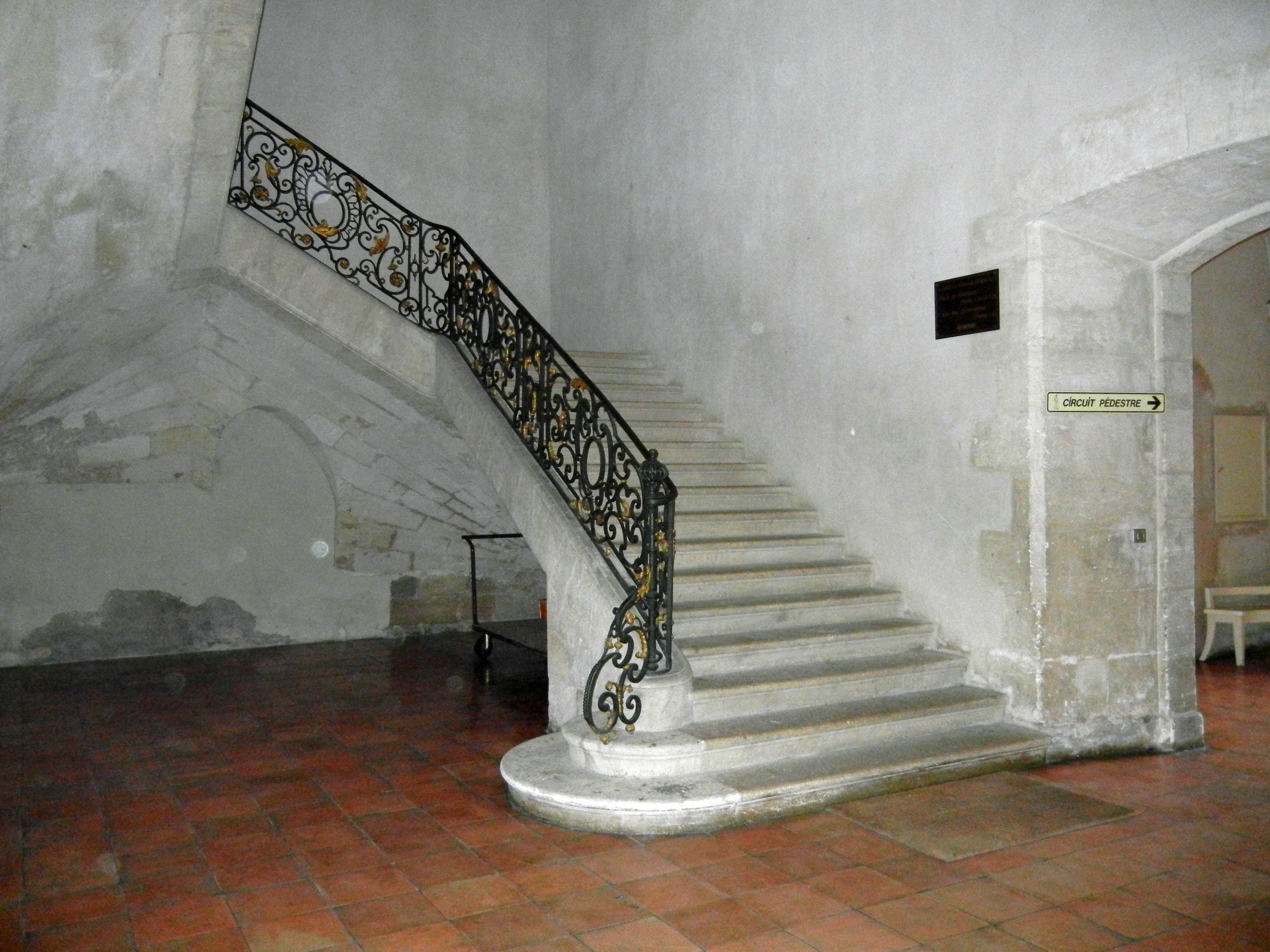
La Réole, escalier intérieur de la mairie. Blaise Charlut (1715 - 1792)
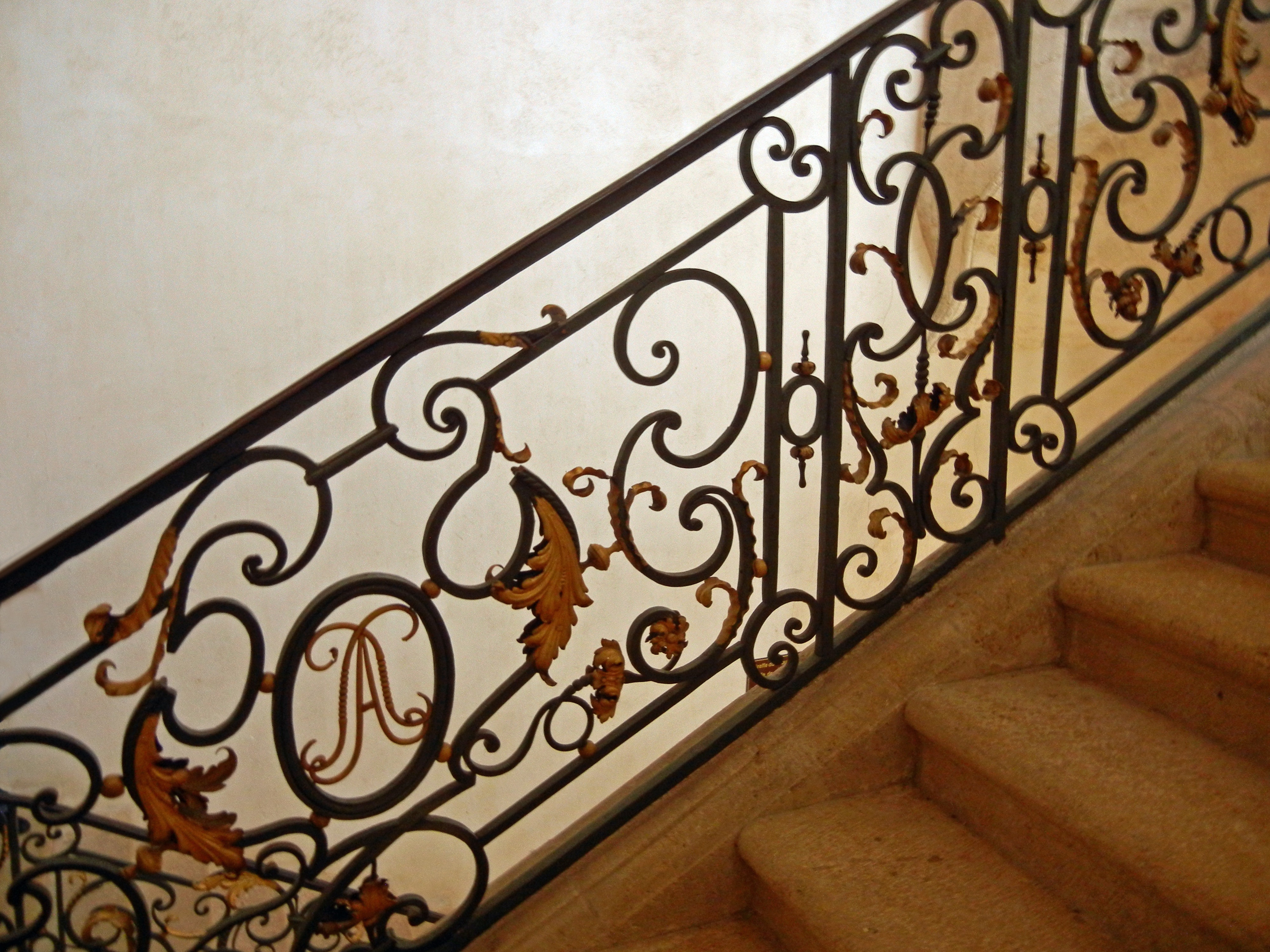
La Réole, escalier intérieur de la mairie. Blaise Charlut (1715 - 1792)
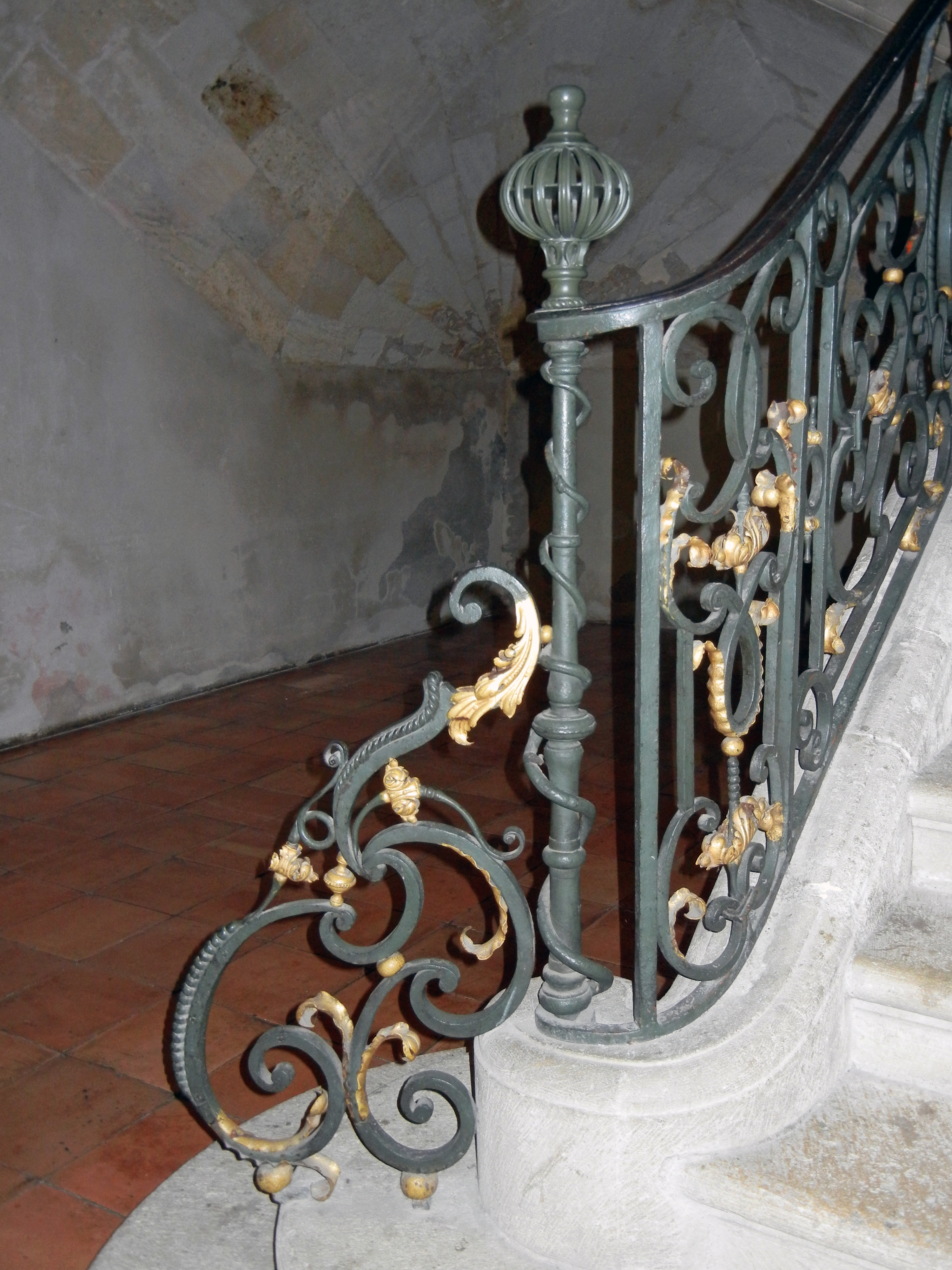
La Réole, escalier intérieur de la mairie. Blaise Charlut (1715 - 1792)
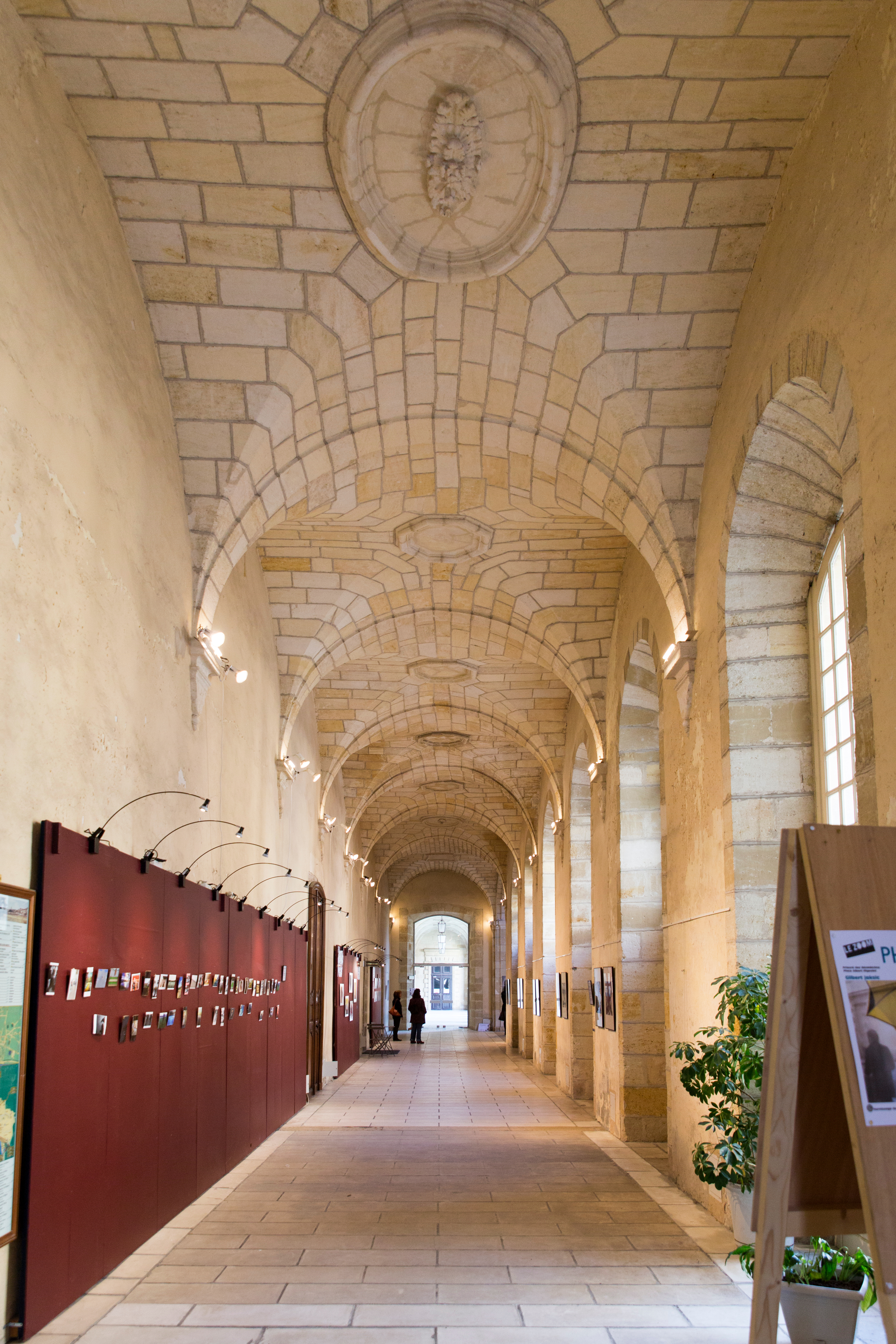
Couloir de la mairie
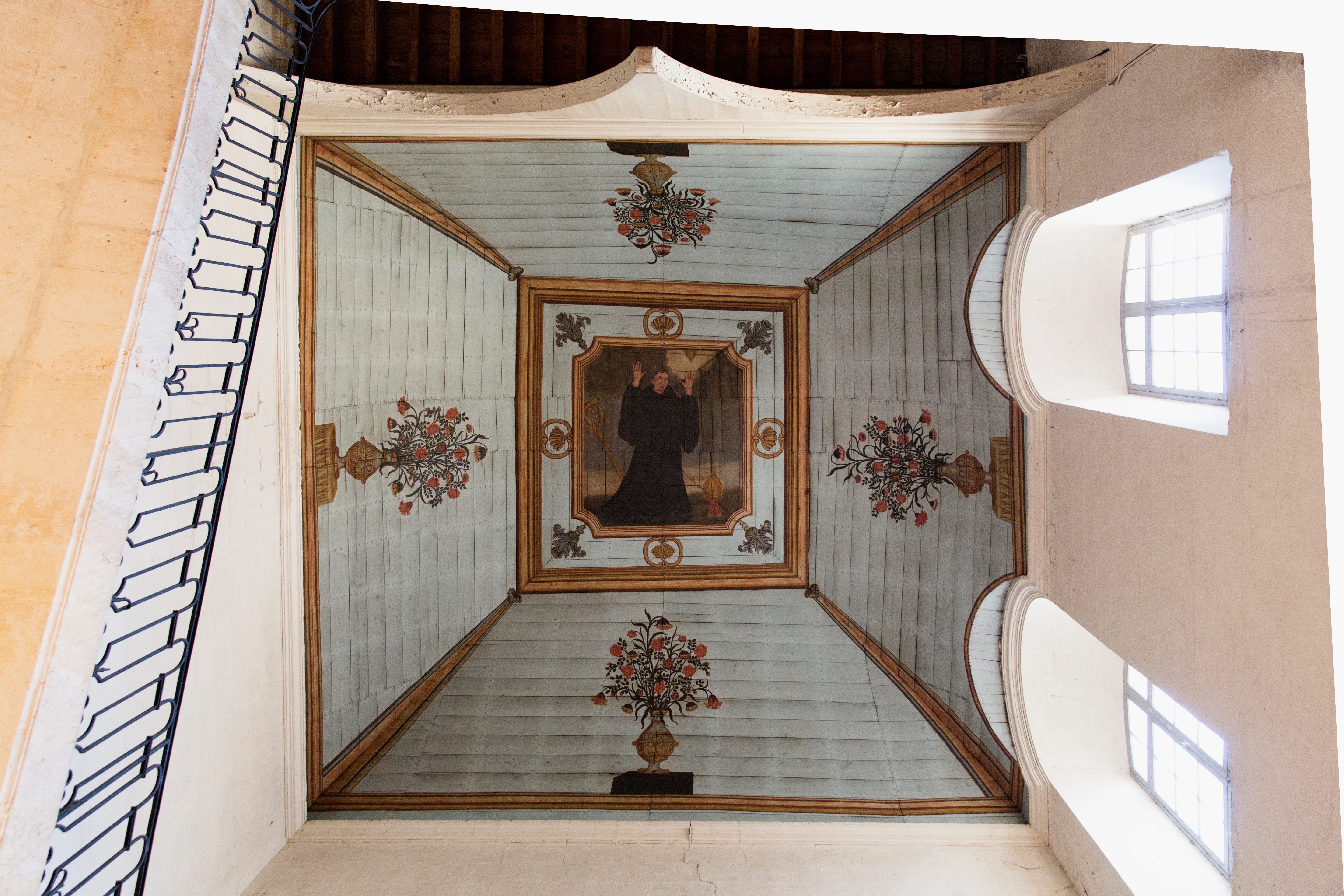
Ornement de plafond
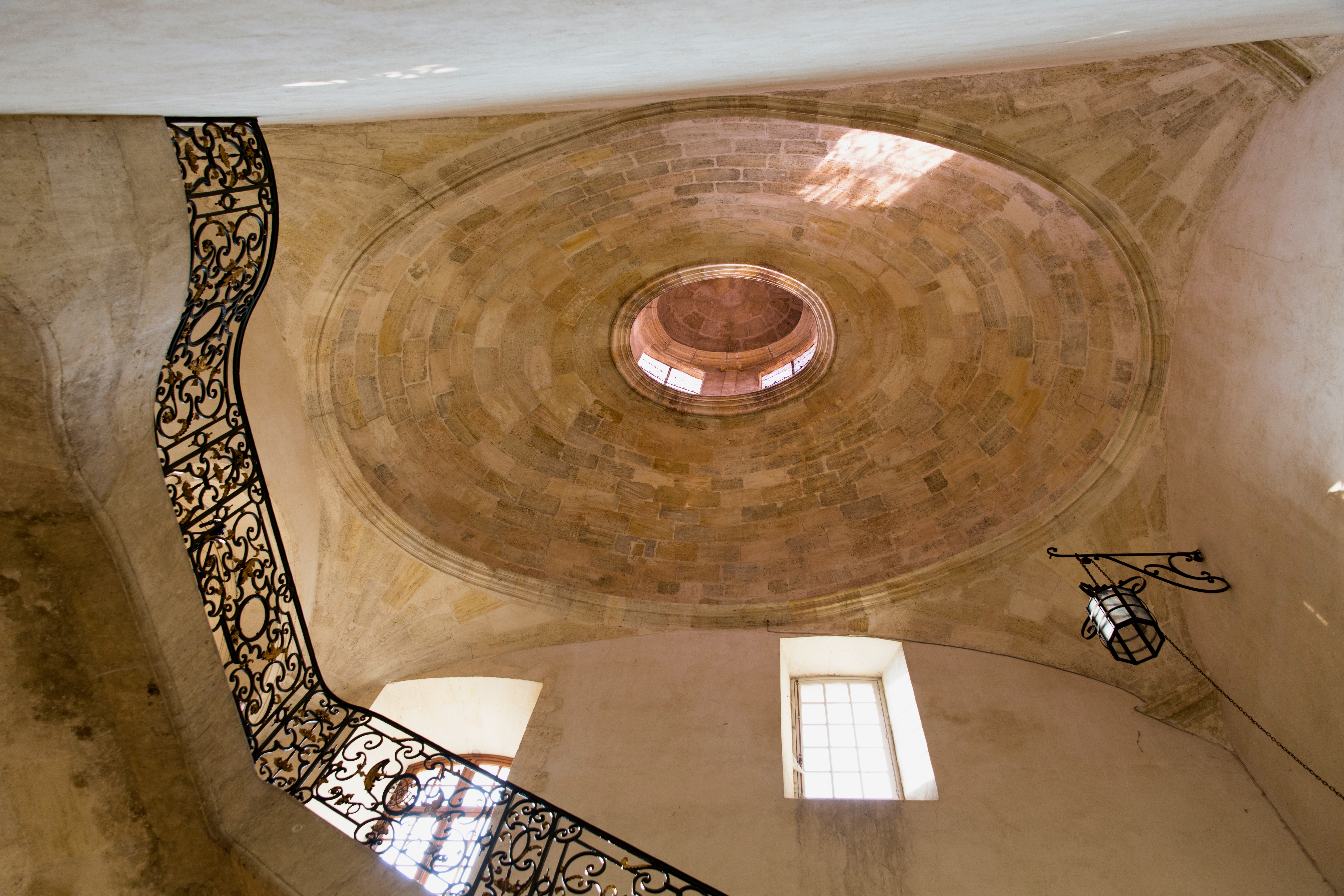
Dôme